# Cesar Victora

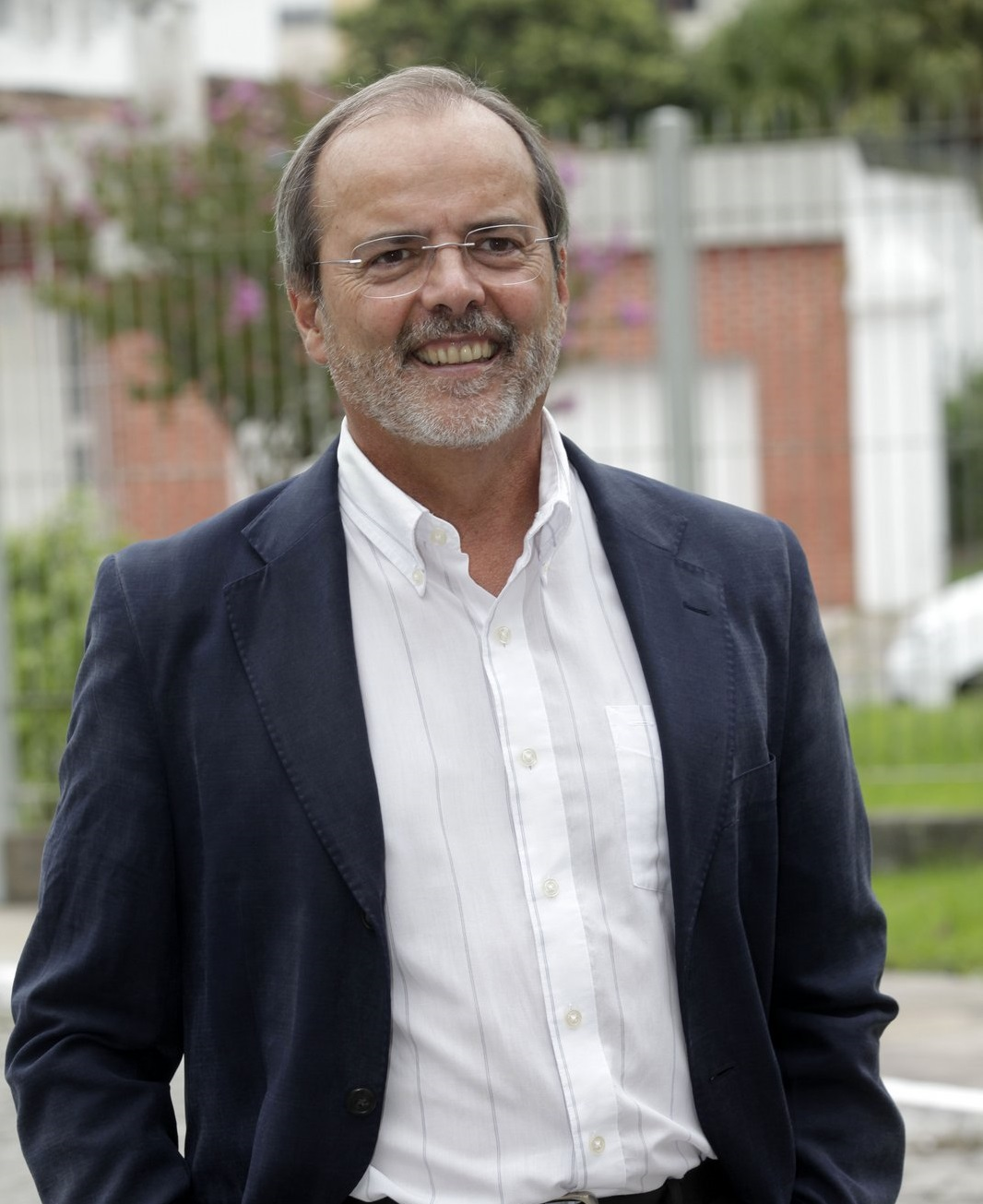
Cesar Victora, 2017

Cesar Gomes Victora (* 28. März 1952 in São Gabriel) ist ein brasilianischer Epidemiologe. Er ist Direktor des International Center for Equity in Health in Pelotas, Brasilien.

## Leben und Wirken
Victora erwarb an der Universidade Federal do Rio Grande do Sul einen medizinischen Doktorgrad als Abschluss des Medizinstudiums und 1983 an der London School of Hygiene and Tropical Medicine einen Ph.D. in Health Care Epidemiology. Seit 1977 gehörte er zum Lehrkörper der  Universidade Federal de Pelotas. Hier war er bis zu seiner Emeritierung 2009 Professor für Epidemiologie.
Victora forschte auf den Gebieten mütterlicher und kindlicher Gesundheit, Ernährung und Stillen, sozialer und gesundheitlicher Ungleichheit und zur Evaluation von Gesundheitsdiensten und -programmen. Er konnte unter anderem mit einigen der weltgrößten Kohortenstudien (Pelotas Birth Cohort, 1982, 1993, 2004, 2015) die Bedeutung der Gesundheit und Ernährung in den ersten 1000 Lebenstagen (gerechnet von dem Tag der Empfängnis) für die lebenslange Gesundheit aufzeigen. Insbesondere konnte er den Wert des mindestens sechsmonatigen Stillens zur Verhütung kindlicher Erkrankungen belegen, was Eingang in die Ernährungs- und Stillempfehlungen von Weltgesundheitsorganisation und UNICEF gefunden hat.
Laut Google Scholar hat Victora einen h-Index von 181, laut Datenbank Scopus einen von 125 (jeweils Stand August 2025).

## Auszeichnungen (Auswahl)
- 2011–2014 Präsident der International Epidemiological Association
- 2017 John Dirks Canada Gairdner Global Health Award[5]
- 2021 Richard Doll Prize in Epidemiology[6]
- 2024 Auswärtiges Mitglied der Royal Society